# ابن الصفار
ابن الصفار (عربی: أبو القاسم أحمد بن عبدالله بن عمر الغافقي؛ درگذشته: ۱۰۳۵) یک ریاضیدان بود که با علوم ستاره‌شناسی کار می‌کرد، وی در کوردوبا (اسپانیا) به‌دنیا آمد و نزد ابی قاسم المجریطی درس خوانده بود. وی آثاری در زمینه علوم ستاره‌شناسی از خود به جای گذاشته است و هنگامی که اندلس در زمان فتنه ناآرام شد به دنیا (آلیکانته) رفت و نزد دوستش مجاهد العامری زیست تا اینکه در سال ۴۲۶ هجری مصادف با ۱۰۳۵ میلادی در دنیا (آلیکانته) درگذشت.